# Успение Богородично (Старо Кочан)
„Успение Богородично“ (на гръцки: Ιερός Ναός Κοιμήσεως της Θεοτόκου- Ακροβουνίου) е православна църква в напуснатото правищко село Кочан (Акровуни), Егейска Македония, Гърция, част от Елевтеруполската митрополия на Вселенската патриаршия, управлявана от Църквата на Гърция.
Църквата е бившата джамия на селото, което до 20-те години на XX век е помашко. В 1923 година по силата на Лозанския договор помаците са изселени в Турция, а на тяхно място се заселват гърци от тракийското село Димокрания (Гюзелдже). Бежанците превръщат джамията в християнска църква, преустройват минарето в камбанария, а в храма поставят смятаната за чудотворна икона „Света Богородица Димокранийска“.
През 50-те години, поради свлачища тракийците се изселват в Долно Кочан (Панагия), където е построена нова църква „Успение Богородично“. Църквата е обновена в 2009 година и на 16 септември 2009 година в нея отслужва служба митрополит Хрисостом Елевтеруполски. Старата църква, заедно с Кочанския мост са единствените запазени постройки в старото село.